# Baitang, Shanxi
Baitang är en socken i Kina. Den ligger i provinsen Shanxi, i den norra delen av landet, omkring 180 kilometer norr om provinshuvudstaden Taiyuan. Antalet invånare är 15 531. Befolkningen består av 5 913 kvinnor och 9 618 män. Barn under 15 år utgör 12,0 %, vuxna 15-64 år 81 %, och äldre över 65 år 6,0 %.
Runt Baitang är det ganska tätbefolkat, med 149 invånare per kvadratkilometer. Närmaste större samhälle är Xiatuanpu, 10,5 km söder om Baitang. Trakten runt Baitang består i huvudsak av gräsmarker.
Genomsnittlig årsnederbörd är 620 millimeter. Den regnigaste månaden är juli, med i genomsnitt 184 mm nederbörd, och den torraste är december, med 3 mm nederbörd.